# Chance Vought LTV XC-142
Il Ling-Temco-Vought (LTV) XC-142 era un convertiplano a quattro rotori basculanti realizzato dall'azienda statunitense Ling-Temco-Vought negli anni sessanta e rimasto allo stadio di prototipo.
Il modello venne sviluppato per esaminare l'idoneità operativa del decollo corto e in verticale (VSTOL). Il 29 settembre 1964 vi fu il primo volo convenzionale; nell'11 gennaio 1965 il primo volo con transizione completa. Fu anche provato sulla portaerei USS Bennington nel 1966.

### Pubblicazioni
- (EN) VTOL Aircraft 1965 - Ling-Temco-Vought Inc, in Flight, 20 maggio 1965. URL consultato il 16 febbraio 2011.